# 希爾卡波隆卡
50°41′18″N 25°15′47″E / 50.68833°N 25.26306°E
希爾卡波隆卡（羅馬化：Hirka Polonka），是烏克蘭的西部沃倫州的村落，由盧茨克區之博拉廷市鎮管轄，始建於1545年，面積2.18平方公里，海拔高度181米，2001年人口2,658，人口密度每平方公里1,220.95人。